# Benedikta von Bechburg
Benedikta von Bechburg  († 28. Dezember 1412 in Zürich) war von 1404 bis 1412 Fürstäbtissin des Fraumünsterklosters in Zürich und damit die Herrin der Stadt.

## Leben
Benedikta von Bechburg entstammte zusammen mit ihren Geschwistern Benignosa, Margaretha und Henmann (Johannes) dem freiherrlichen Geschlecht der Bechburger, einer „hochadeligen Familie“.
Sie wurde, zusammen mit ihrer Schwester Benignosa († 1401), seit 1373 als Konventfrau des Fraumünsterklosters genannt. Benedikta erhielt die Weihe, durch den Bischof von Konstanz, am 16. November 1404. Papst Innozenz VII. bestätigte die Exklusivität des Fraumünsters für hochadelige Frauen in seiner Bulle vom 6. Februar 1406. Wenige Wochen nach ihrem Rücktritt verstarb Benedikta von Bechburg am 28. Dezember 1412.